# Erythroxylum loefgrenii
Erythroxylum loefgrenii là một loài thực vật có hoa trong họ Erythroxylaceae. Loài này được Diogo mô tả khoa học đầu tiên năm 1923.